# Cerastis livida
Cerastis livida är en fjärilsart som beskrevs av Hanan Bytinski-salz 1937. Cerastis livida ingår i släktet Cerastis och familjen nattflyn. Inga underarter finns listade i Catalogue of Life.